# Mara Gabrilli
Mara Cristina Gabrilli (São Paulo, 28 de setembro de 1967), é uma psicóloga, publicitária e política brasileira, filiada ao Partido Social Democrático (PSD). Foi vereadora de São Paulo, deputada federal e atualmente é senadora da República pelo estado de São Paulo. Em 2018, Mara Gabrilli foi eleita para representar o Brasil no Comitê sobre os Direitos das Pessoas com Deficiência da ONU, se tornando a primeira brasileira a ocupar o cargo.

## Vida
Nasceu na cidade de São Paulo no dia 28 de setembro de 1967, filha de Luiz Alberto Ângelo Gabrilli Filho e Claúdia Myrna Marturano Gabrilli. Seu pai era dono de uma empresa de transporte público que detinha concessão para atuar na cidade de Santo André, na Região do ABC de São Paulo. Em 1994, Mara sofreu um acidente de carro que a deixou tetraplégica. Fundou, em 1997, o Instituto Mara Gabrilli, Organização não-Governamental (ONG) para apoiar atletas com deficiência, promover e fomentar pesquisas científicas e projetos sociais.

## Formação acadêmica
Mara é graduada em psicologia pela Universidade Paulista (UNIP) e em comunicação social - publicidade e propaganda pela Escola Superior de Propaganda e Marketing (ESPM). Foi consultora do livro Vai encarar? - A Nação (quase) invisível das pessoas com deficiência (Melhoramentos), de Claudia Matarazzo, e colaborou com o capítulo: “Educação para Todos: uma questão de direitos humanos” no livro Educação 2010 – as mais importantes tendências na visão dos mais importantes educadores, entre participações em outras publicações.

## Ativismo
No ano de 1997, fundou o Instituto Mara Gabrilli, que desenvolve programas de defesa de direitos das pessoas com deficiência, promove o Desenho Universal e fomenta projetos esportivos, culturais e pesquisas científicas. 
Mara comandou os programas de rádio Derrubando Barreiras: acesso para todos (Estadão/ESPN) e o Momento Terceiro Setor (Trianon AM). É colunista da revista TPM (Trip Editora) desde 2001, cujas 50 melhores crônicas foram reunidas no livro Íntima Desordem – os melhores textos na TPM (Arx/Versar). Também mantém colunas no site do Estadão (Blog do Fausto Macedo), Jornal da AME, Inclusão Brasil, nos portais Mobilize, Vida Mais Livre, blog da Claudia Matarazzo, Revista PCD e Direcional Escolas. Durante o ano de 2020 Mara escreveu mensalmente para a Coluna Tribuna do Nexo Jornal e atualmente também escreve para o Portal Sechat. 

## Trajetória política

### Câmara Municipal de São Paulo
Candidatou-se em 2004, ao cargo de vereadora pela Câmara Municipal de São Paulo, recebeu 11.917 votos e não foi eleita, ficando como suplente. De 2005 a 2007, dirigiu a Secretaria Municipal da Pessoa com Deficiência e Mobilidade Reduzida, sendo a primeira portadora do título. Em 2007, tornou-se vereadora. Em 2008, reelegeu-se com 79.912.

### Câmara dos Deputados
Em 2014, foi eleita deputada federal por São Paulo, com 155.143 votos. 
Foi relatora da Lei Brasileira de Inclusão dos direitos das Pessoas com deficiência.
Votou a favor do Processo de impeachment de Dilma Rousseff. Já durante o Governo Michel Temer, votou a favor da PEC do Teto dos Gastos Públicos. Em abril de 2017, foi favorável à Reforma Trabalhista. Em agosto de 2017, votou a favor do processo em que se pedia abertura de investigação do então presidente Michel Temer.
Esteve ausente na sessão do dia 25 de outubro de 2017, para votar em relação ao prosseguimento ou não da investigação do então presidente Michel Temer, acusado pelos crimes de obstrução de Justiça e organização criminosa. A sua ausência ajudou a evitar ao Michel Temer de uma investigação por parte do Supremo Tribunal Federal (STF).
Como deputada federal, protocolou 57 projetos de lei, 2 propostas de emenda à Constituição e foi relatora de 17 projetos de lei. É também autora de emendas em projetos do Governo, como no PRONATEC (Programa Nacional de Acesso ao Ensino Técnico e Emprego), no Plano Nacional de Educação e as que garantiram acessibilidade nas novas construções do Programa Minha Casa, Minha Vida. Em março de 2012, foi relatora da Medida Provisória 550/11, que concede crédito para financiamento de produtos e serviços de tecnologia assistiva. Em 2013, foi designada relatora da Lei Brasileira de Inclusão (antigo Estatuto da Pessoa com Deficiência). 
Na Câmara dos Deputados foi eleita Terceira Secretária da Mesa Diretora (biênio 2015/16), a primeira vez na história do Congresso Nacional que uma mulher assume como titular. Mara ainda é presidente da Comissão de Defesa dos Direitos das Pessoas com Deficiência e da Frente Parlamentar Mista de Atenção Integral às Pessoas com Doenças Raras. Integrou, como única representante do Congresso, em agosto de 2015, a delegação do Estado Brasileiro em Genebra na reunião do Comitê sobre os Direitos das Pessoas com Deficiência da Organização Nações Unidas (ONU) e, em junho de 2016, esteve na ONU, em Nova Iorque, para a 9ª sessão da Conferência dos Estados Partes da Convenção sobre os Direitos das Pessoas com Deficiência.

### Senado Federal do Brasil
Em 2018, candidatou-se ao Senado Federal do Brasil, na coligação AceleraSP, sendo eleita com mais de 6 milhões de votos. Mara ficou logo atrás do deputado Major Olímpio (PSL) e à frente do vereador e ex-senador Eduardo Suplicy (PT). No primeiro turno, Mara apoiou João Doria (PSDB) ao governo de São Paulo e Geraldo Alckmin (PSDB) à presidência da República. No segundo turno, Mara continuou na campanha de João Doria e declarou apoio crítico à candidatura de Jair Bolsonaro (PSL) à presidência da República. Durante o período pré-eleitoral, Mara recebeu convite para ser vice de Jair Bolsonaro, mas ela recusou o convite por discordar de inúmeros posicionamentos do presidenciável.
Em junho de 2019, votou contra o Decreto das Armas do governo, que flexibilizava porte e posse para o cidadão.
Em 2023, apresentou projeto de regulamentação "das profissões de terapeuta, praticante avançado e consultor de saúde ayurveda". 

### ONU - Comitê sobre os Direitos das Pessoas com Deficiência
Em junho de 2018, Mara foi eleita para um mandato de quatro anos (2019 - 2022) em um comitê da ONU no qual nunca houve um representante brasileiro, o Comitê sobre os Direitos das Pessoas com Deficiência. O grupo conta com 18 membros peritos de diferentes países e monitora a implementação, pelos Estados Partes, da Convenção da ONU sobre os Direitos das Pessoas com Deficiência, com o objetivo de proteger e garantir o total e igual acesso a todos os direitos humanos e liberdades fundamentais por todas as pessoas com deficiência, e promover o respeito à sua dignidade”. 

### Eleições 2022
Em 2 de agosto de 2022, a Senadora por São Paulo, Mara Gabrilli, foi anunciada oficialmente como candidata a vice-presidência da República na chapa junto com Simone Tebet que concorreu à presidência da República.

### Filiação ao PSD
Em janeiro de 2023, deixou o PSDB após dezenove anos, filiando-se para o Partido Social Democrático (PSD). Em entrevista ao jornal Folha de S.Paulo, afirmou que o PSDB tornou-se um "nanico moral" e que "nunca nem pensei em me filiar a outro, sempre fui do PSDB. Todas as minhas inspirações não estão mais próximas do cotidiano do partido".

## Condenações judiciais
No dia 19 de maio de 2023, foi condenada pelo Tribunal Superior Eleitoral (TSE) a pagar R$ 10 mil ao presidente Luiz Inácio Lula da Silva por dizer em entrevista para a Rádio Jovem Pan em 2022, que o petista pagou para não ser relacionado ao assassinato de Celso Daniel.

## Desempenho em eleições
| Ano  | Eleição                | Partido | Candidata a                                 | Votos     | %      | Resultado  |
| ---- | ---------------------- | ------- | ------------------------------------------- | --------- | ------ | ---------- |
| 2004 | Municipal de São Paulo | PSDB    | Vereadora                                   | 11.917    | 0,20%  | Suplente   |
| 2008 | Municipal de São Paulo | PSDB    | Vereadora                                   | 79.912    | 1,33%  | Eleita     |
| 2010 | Estaduais em São Paulo | PSDB    | Deputada Federal                            | 160.138   | 0,75%  | Eleita     |
| 2014 | Estaduais em São Paulo | PSDB    | Deputada Federal                            | 155.143   | 0,73%  | Eleita     |
| 2018 | Estaduais em São Paulo | PSDB    | Senadora                                    | 6.513.282 | 18,59% | Eleita     |
| 2022 | Presidencial no Brasil | PSDB    | Vice-presidente Titular: Simone Tebet (MDB) | 4.915.423 | 4,16%  | Não eleita |